# Dudás Miklós (püspök)
Dudás Miklós OSBM (Máriapócs, 1902. október 27. –‎ Nyíregyháza, 1972. július 15.) hajdúdorogi püspök.

## Pályafutása
Földműves családban született. Alap- és középfokú tanulmányait Nyírbátorban és Nagykállóban végezte. 1920-ban belépett a Szent Bazil Rendbe. Novícius éveit a Munkács-Csernekhegyi monostorban töltötte, ahol 1922. október 14-én első fogadalmat tett. Filozófiai tanulmányait a bazilita rend krisztinopoli főiskoláján 1922–1924 között végezte. Teológiát 1924–1927 között Rómában a Gregoriana Pápai Egyetemen (Pontificia Università Gregoriana) tanult, miközben a Német-Magyar Kollégium (Pontificium Collegium Germanicum et Hungaricum) növendéke volt. Ünnepélyes nagyfogadalmat Máriapócson tett 1925. október 18-án. Miklósy István hajdúdorogi megyés püspök szentelte pappá 1927. szeptember 8-án.
1928–1932 között a rend kisbereznai monostorában filozófiát tanított, majd a Munkács-Csernekhegyi monostor novíciusmestere volt. 1932. szeptember 12-től a máriapócsi monostor főnöke, 1933-tól a bazilita rend magyar ágának főnöke. Az ő kezdeményezésére telepedtek le a bazilita szerzetesek Hajdúdorogon, illetve a szerzetesnők Máriapócson. Az 1930-as években több tucat népmissziót tartott Magyarországon, Csehszlovákiában és az Amerikai Egyesült Államokban.

### Püspöki pályafutása
Miklósy István hajdúdorogi megyés püspök halála után (1937) XI. Piusz pápa 1939. március 25-én hajdúdorogi püspökké nevezte ki. Szentelésére Máriapócson került sor 1939. május 14-én. Szentelői Papp Antal érsek, miskolci apostoli exarcha, Meszlényi Zoltán esztergomi segédpüspök és Kriston Endre egri segédpüspök voltak. Jelmondata: „Tökéletes népet készíteni az Úrnak” (Lk 1,17).
Püspökként Nyíregyházán új püspöki székházat épített, de azt a kommunista hatalomátvétel miatt már nem vehette birtokba. 1942-ben Hajdúdorogon líceumot és tanítóképzőt, 1950-ben Nyíregyházán papnevelő intézetet és hittudományi főiskolát (a mai Szent Atanáz Görögkatolikus Hittudományi Főiskolát) alapított a püspöki székház egy szárnyában. Az új intézmény átmenetileg menedéket adott az 1950-ben feloszlatott bazilita rend tagjainak is.
A kommunista államhatalom a püspököt folyamatosan zaklatta, a görögkatolikus egyház betiltásával fenyegette és zsarolta. Bár a békepapi mozgalom megszervezésével az államhatalom a papság egy részét szembefordította főpásztorával, Dudás Miklós püspök sikeresen vette fel a harcot a katolikus egyházzal való egység megtörésére irányuló törekvésekkel.
1965-ben részt vehetett a második vatikáni zsinat (1962–1965) utolsó ülésszakán. 1965. november 19-én a Szent Péter Bazilikában a zsinati atyák jelenlétében teljesen magyar nyelvű görögkatolikus Szent Liturgiát mutatott be.
1968-ban Dudás püspök kérésére a Szentszék kiterjesztette a hajdúdorogi püspök joghatóságát Magyarország egész területére (a Miskolci apostoli exarchátus kivételével). Ez lehetővé tette a Hajdúdorogi Egyházmegye Szórványhelynökségének megszervezését 1969-től, ami a magyarországi görögkatolikusok lelkipásztori ellátása szempontjából döntő jelentőséggel bírt. Az ekkor már nagyon súlyos beteg püspök többször kérte felmentését VI. Pál pápától, aki további szolgálatra kérte őt.
1972. július 15-én halt meg Nyíregyházán. A máriapócsi bazilika kriptájában nyugszik.
Püspöksége 33 éve alatt 166 papot szentelt, 31 új egyházközséget alapított és 44 templomot, kápolnát és misézőhelyet épített, illetve alakított ki.
1944-ben a Munkácsi görögkatolikus egyházmegye, 1946–1972 között a Miskolci apostoli exarchátus apostoli adminisztrátora. Dudás Miklós püspök szentelte püspökké boldog Romzsa Tódort, a Munkácsi egyházmegye vértanú püspökét.